# Kaharlyk (huyện)
Huyện Kaharlyk (tiếng Ukraina: Кагарлицький район, chuyển tự: Kaharlyks’kyi raion) là một huyện của tỉnh Kiev thuộc Ukraina. Huyện Kaharlyk có diện tích 926 km², dân số theo điều tra dân số ngày 5 tháng 12 năm 2001 là 37791 người với mật độ 41 người/km2. Trung tâm huyện nằm ở Kaharlyk.